# Kurt Weitauer
Kurt Weitauer (* 3. Februar 1936; † 29. Juli 2017) war ein deutscher Fußballspieler, der langjährig bei Hamborn 07 wirkte und dort später auch als Trainer tätig war.

## Laufbahn als Spieler
Weitauer lebte in der unmittelbaren Nachkriegszeit in einer Duisburger Bergbausiedlung und trat 1946 in die Jugendmannschaft des Fußballvereins Hamborn 07 ein. Grundsätzlich war diese Sportart seine wesentliche Freizeitbeschäftigung, wobei unter sehr einfachen Bedingungen gespielt wurde. Die Hamborner zählten zur damaligen Zeit neben dem Duisburger Spielverein und dem Meidericher SV zu den besten Klubs in ihrer Stadt und traten entweder in der Oberliga West oder der 2. Liga West an; im damals noch regional begrenzten Ligensystem stellte die Oberliga die höchste Spielklasse dar. Im Sommer 1954 rückte er mit 18 Jahren in die erste Mannschaft auf, in welcher zu dieser Zeit viele junge Spieler eine Chance erhielten.
Über die nachfolgenden Jahre blieb er Teil der Hamborner Mannschaft, mit welcher er am Ende der Saison 1954/55 als Vizemeister der 2. Liga West den Wiederaufstieg in die Oberliga West erlebte. Unter Trainer Elek Schwartz kam er in dieser Runde auf 24 Ligaeinsätze, in denen er zehn Tore erzielte. Daran anschließend kam es jedes Jahr zum Spielklassenwechsel zwischen Erst- und Zweitklassigkeit, ehe sich die Elf ab 1959 in der höchsten Liga etablieren konnte. Als die Hamborner „Löwen“ 1959/60 den 12. Platz belegten, war Weitauer nur noch in einem Ligaspiel neben Torhüter Horst Podlasly (30-0), Verteidiger Rolf Schafstall (30-0) und dem Torschützenkönig Horst Jesih (30-17) unter Trainer Fred Harthaus im Einsatz. Als Hamborn in der Spielzeit 1960/61 sogar den Lokalrivalen Meidericher SV distanzierte, war er allerdings nicht mehr als Aktiver in der Oberliga vertreten. Anders als die „Zebras“ verpasste Hamborn allerdings die Qualifikation für die 1963 gegründete Bundesliga, welche mit der Abschaffung der Oberliga einherging. Damit gehörte Hamborn fortan der als Unterbau zur Bundesliga eingeführten Regionalliga West an. Weitauer war im Premierenjahr dabei, bevor 1964 seine Zeit als Spieler der „Löwen“ endete. Von insgesamt 18 Jahren seit seiner Jugend hatte er über einen Zeitraum von zehn Spielzeiten der ersten Mannschaft angehört.

## Weiteres Wirken im Fußball
Nach dem Ende seiner Spielerlaufbahn kehrte er als Trainer zu Hamborn 07 zurück. Dieses Amt besetzte er in den 1970er-Jahren, in welchen der Verein anfangs noch zweitklassig war und mit der Zeit in den unterklassigen Fußball absank. Als 1979 Günter Preuß das Traineramt übernahm, stand er dem Verein als technischer Berater zur Seite. Außerdem hatte er zeitweise auch den Managerposten inne. Er war allerdings auch außerhalb Hamborns tätig, indem er zum Beispiel in den späten 1980er-Jahren dem VfB Lohberg als Trainer zur Seite stand.
Bis ins frühe 21. Jahrhundert war Hamborn die Rückkehr in die überregionalen Ligen nicht geglückt, wohingegen Weitauer unabhängig von einem bestimmten Posten eine hohe Anerkennung bei seinem früheren Verein beibehalten hat und dort als „Urgestein“ gilt. Trotz des sportlichen Absturzes ist er dem Verein weiter verbunden geblieben. Sein Enkel Torben Wissen (* 1989) begann seine Laufbahn ebenso wie Weitauer bei den „Löwen“ und schloss sich 2015 dem inzwischen nur noch in der siebtklassigen Bezirksliga spielenden Klub an.